# بودوخيبا
بودوخيبا أو بودوهيبا (عاشت في القرن الثالث عشر قبل الميلاد) كانت ملكة حثية، متزوجة من الملك حاتوسيلي الثالث. وقد أُشير إليها على أنها "واحدة من أكثر النساء تأثيراً في الشرق الأدنى القديم."

## السيرة الذاتية

### النشأة والزواج
وُلدت بودوخيبا في بداية القرن الثالث عشر قبل الميلاد في مدينة لاوازانتيا في كيزواتنا (أي قيليقية، وهي منطقة جنوب مملكة الحثيين). كان والدها بينتبشاري رئيس كهنة الإلهة الوصية على المدينة، شاوشكا (التي تماثل عشتار في بلاد ما بين النهرين)، ونشأت بودوخيبا لتشغل وظيفة كاهنة لهذه الإلهة نفسها.
في طريق عودته من معركة قادش، التقى الجنرال الحثي حاتوسيلي ببودوخيبا، وقيل إن عشتار أمرته بأن يجد في حبها ورفقتها، مقررة أنهما سيستمتعان "بحب أن يكونا زوجين لبعضهما البعض". رافقته بعد ذلك إلى مملكة حابيسا. بالنسبة لبودوخيبا كان الزواج مفيداً. رغم أن حاتوسيلي كان على الأرجح أكبر منها بكثير وكان لديه العديد من العشيقات والمحظيات، أصبحت بودوخيبا الأولى بينهم جميعاً. عندما نجح زوجها في الصعود إلى العرش الحثي بهزيمة ابن أخيه مرسيلي الثالث في حرب أهلية أشعلها حاتوسيلي حوالي عام 1286 قبل الميلاد، صعدت بودوخيبا إلى العرش معه، لتصبح توانانا، أو ملكة.

### فترة الحكم

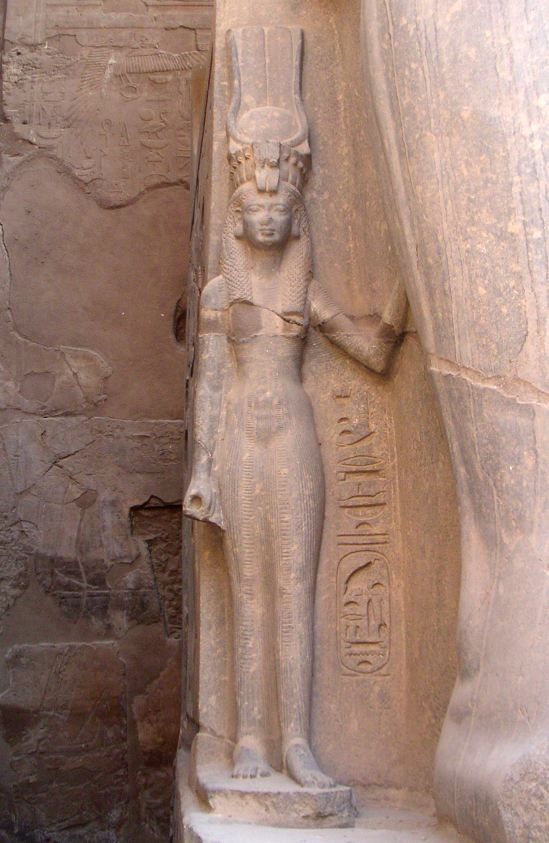
نفرتاري (مصورة هنا في الأقصر) أرسلت هدايا إلى بودوخيبا.

كان لبودوخيبا دور مهم في البلاط الحثي والدبلوماسية الدولية في تلك الفترة. كانت تظهر باستمرار بجانب زوجها وهو يتخذ أحكامه وقراراته. يبدو، مع ذلك، أنها كانت تصوَّر وهي تحكم جنبًا إلى جنب مع زوجها وليس تابعة للملك. استخدمت بودوخيبا ختمها الخاص، وسيطرت على الترتيبات المنزلية للقصور الملكية، وقضت في القضايا المحكمة. بمزج الدين والسياسة، أعادت تنظيم البانثيون الضخم للآلهة الحثية.
من القصر الملكي في العاصمة التي أعيد بناؤها حديثاً حاتوسا، استخدمت بودوخيبا أبناءها وبناتها لضمان صعود الحثيين وتعزيز التحالفات. كان هذا دورًا لم تقم به أي ملكة حثية من قبل.
لعبت دورًا مهمًا في الدبلوماسية مع مصر القديمة. نجت مراسلات عديدة تحمل ختم بودوخيبا، حيث تواصلت عدة مرات مع ملك مصر رمسيس الثاني عندما وقع معاهدة سلام مع حاتوسيلي، حيث وافق حاتوسيلي على أن تذهب اثنتان من بناته إلى مصر للزواج من رمسيس.[بحاجة لمصدر]
قد يكون هناك زواج دبلوماسي بين الملك كادشمان إنليل الثاني من بابل في الأفق مع ترتيب بودوخيبا لخطبة كادشمان إنليل لإحدى بناتها.
تزوجت أميرة من بابل في العائلة الملكية الحثية. كانت هذه ابنة أو أخت الملك كودور إنليل وأثارت هذه الأخبار احتقار رمسيس الثاني، الذي لم يعد يعتبر بابل ذات أهمية سياسية. ردت بودوخيبا في رسالة، "إذا قلت "ملك بابل ليس ملكًا عظيمًا"، فأنت لا تعرف مكانة بابل."
بعد وفاة حاتوسيلي، توسع دور بودوخيبا تحت حكم ابنها تودخيليا الرابع، تحت لقب الملكة الإلهة. كانت تشارك في المسائل القضائية إلى درجة التدخل في القضايا القانونية. كانت أيضًا كاهنة عملت على تنظيم وتنسيق الدين الحثي.
كانت بناتها الملكة مات نفرو رع من مصر والأميرة جيلوخيبا.

### نفرتاري وبودوخيبا

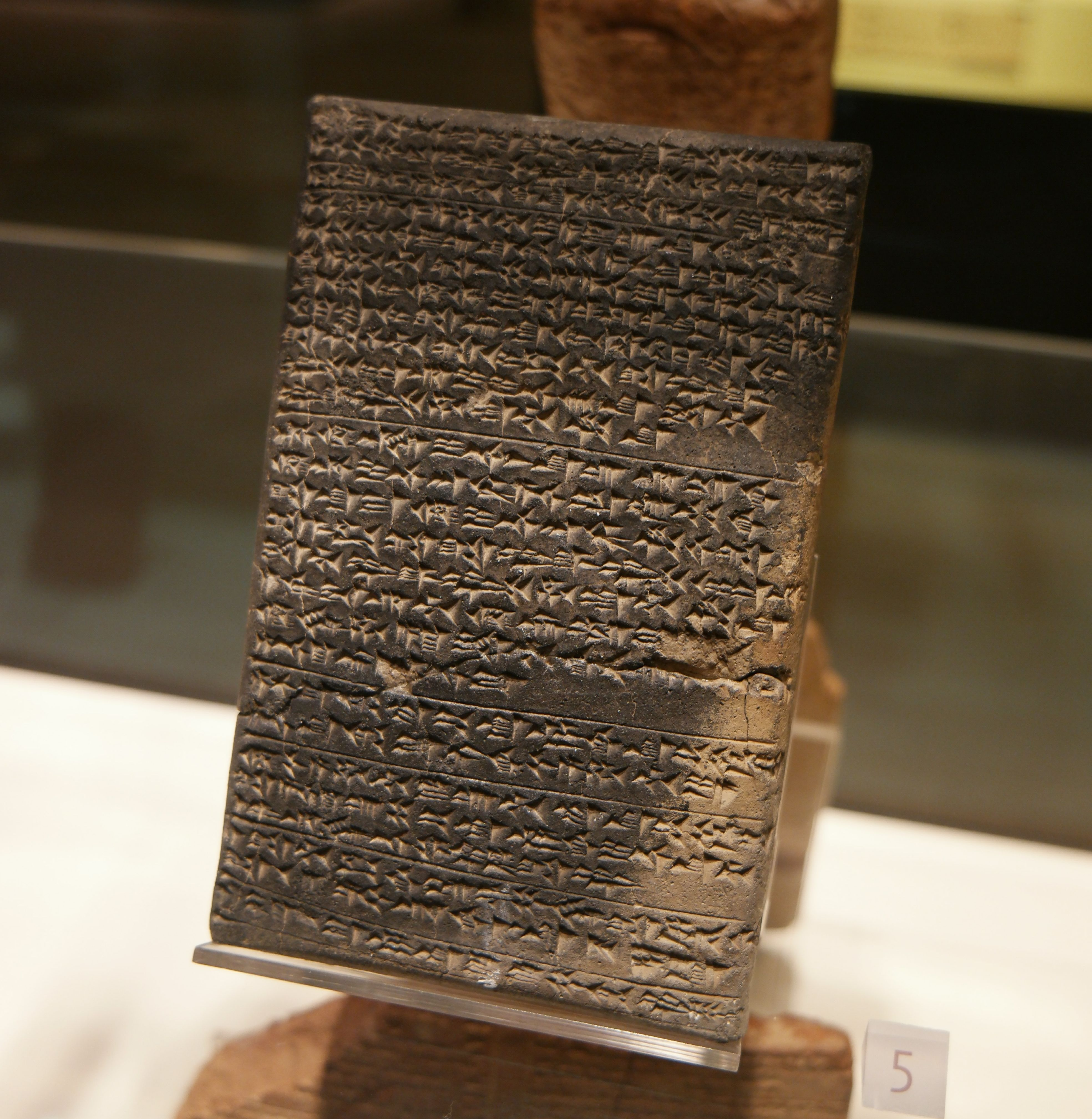
رسالة صداقة مكتوبة بالأكادية من نفرتاري، زوجة رمسيس الثاني، ملك مصر، إلى بودوخيبا، زوجة حاتوسيلي الثالث، ملك الحثيين، بين السنوات 1275-1250 قبل الميلاد

أرسلت الملكة نفرتاري من مصر هدايا إلى بودوخيبا:
| بودوخيبا | تتحدث الملكة العظيمة نابتيرا (نفرتاري) من أرض مصر هكذا: "تحدثي إلى أختي بودوخيبا، الملكة العظيمة لأرض الحثيين. أنا، أختك، (أيضاً) بخير!! لعل بلدك بخير. الآن، علمت أنكِ، أختي،كتبتِ لي تسألين عن صحتي. لقد كتبتِ لي بسبب الصداقة الجيدة والعلاقة الأخوية بين أخيكِ، ملك مصر، والملك الحثي، العظيم. الإله العاصف سيجلب السلام، وسيجعل العلاقة الأخوية بين ملك مصر العظيم وملك الحثيين العظيم تدوم إلى الأبد... انظري، لقد أرسلتُ لكِ هدية، لتحيتكِ، أختي... لرقبتكِ (قلادة) من ذهب نقي، مكونة من 12 شريطًا وتزن 88 شيكلًا، كتان ملون من مادة مكلاّلو، لفستان ملكي واحد للملك... مجموع 12 ثوبًا من الكتان." | بودوخيبا |

## المزيد من القراءة
- Gold, C. (2015). Women who ruled: History's 50 most remarkable women.

## روابط خارجية
- Queen Puduḫepa نسخة محفوظة 4 مارس 2016 على موقع واي باك مشين.